# Vojtěch Jasný
Vojtěch Jasný (Kelč, 1925. november 30. – Přerov, 2019. november 15.) cseh filmrendező, forgatókönyvíró, fotográfus.

## Filmjei
Mozifilmek
- Ma este minden véget ér (Dnes večer všechno skončí) (1955, Karel Kachyňával)
- Zářijové noci (1957, forgatókönyvíró is)
- Vágyak szárnyán (Touha) (1958, forgatókönyvíró is)
- Túléltem a halálom (Přežil jsem svou smrt) (1960)
- A megszökött falu (Procesí k panence) (1961, forgatókönyvíró is)
- Amikor jön a macska (Až přijde kocour) (1963, forgatókönyvíró is)
- Pipák (Dýmky) (1966, forgatókönyvíró is)
- Jó földijeim (Všichni dobří rodáci) (1969, forgatókönyvíró is)
- Česká rapsodie (1969)
- Kutyák és emberek (Psi a lidé) (1986, csak forgatókönyvíró)
- Minél hosszabb, annál rosszabb (The Peanut Butter Solution) (1985, csak forgatókönyvíró)
- Apró népség nagy birodalma (The Great Land of Small) (1986)
- Proč Havel? (1991, dokumentumfilm)
- Návrat ztraceného ráje (1999)

Tv-filmek
- Magnetické vlny léčí (1965)
- Vannak még mogyoróbokrok (Es gibt noch Haselnuß-Sträucher) (1983)
- Megtört hallgatás (Broken Silence) (2002, dokumentumfilm)